# Complejo hidroeléctrico Cerros Colorados
El Complejo Hidroeléctrico Cerros Colorados es un aprovechamiento hidroeléctrico de Argentina en el curso inferior del río Neuquén. 

Está ubicado íntegramente en la provincia del Neuquén, a unos 60 km aguas arriba de la confluencia con el río Limay.
Sus funciones principales son: 1. Asegurar la provisión de agua en el valle aguas abajo para las actividades antrópicas, 2. Control de crecidas y, 3. La generación de energía eléctrica. 

Consiste de cinco presas sobre el río Neuquén, para su aprovechamiento tanto hídrico como hidroeléctrico. 

Tiene una capacidad instalada de 479 MW (central hidroeléctrica homónima está emplazada junto al dique Planicie Banderita). 

Y en sus embalses se pueden practicar deportes acuáticos.

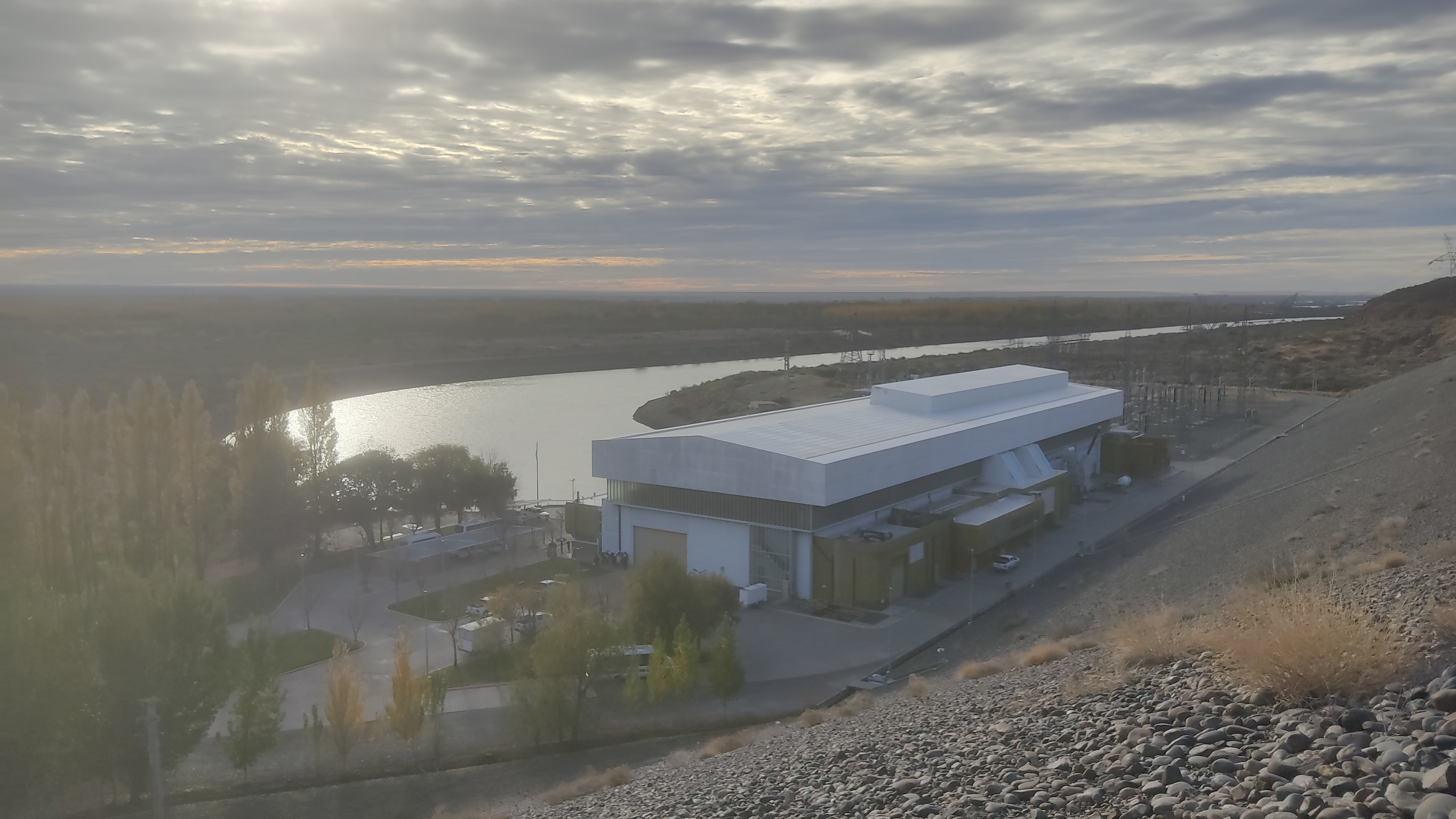
Foto de la central hidroeléctrica Planicie Banderitas, ubicada en la provincia de Neuquén. La misma forma parte del complejo Cerros Colorados y su principal función es la generación de energía eléctrica.

Una importante característica de este emprendimiento es que aprovecha la topografía de la estepa neuquina para crear un reservorio capaz de contener los caudales de crecida sin inundar el fértil valle original. 

## Componentes
El Complejo Cerros Colorados consiste en cuatro diques: Portezuelo Grande, Loma de la Lata, Planicie Banderita y El Chañar, dos embalses mayores "Los Barreales" y "Mari Menuco" y dos embalses menores frente a los diques Portezuelo Grande y El Chañar. 
- Dique Portezuelo Grande: se encuentra ubicado sobre el cauce original del río y conduce la mayor parte de sus aguas hacia el embalse Los Barreales. En éste paso hay una obra de control llamado Canal Derivador Portezuelo Grande, como parte del mecanismo del dique. Envía hacia el curso original un caudal mínimo de 12 m³/s, utilizado para riego y consumo en la zona de Añelo. Inició su operación en 1972, y su objetivo es desviar las aguas del río Neuquén hacia el lago Los Barreales por medio de 6 compuertas radiales.[2]

- Embalse Los Barreales: tiene un volumen activo de operación de 3997 hm³ y es el que cumple principalmente la función de atenuación de crecidas, con 41 310 ha. Actúa durante el invierno como atenuador de crecidas y durante el verano como reserva de volumen de agua necesaria para mantener constante el rendimiento de los generadores, con un volumen de operación 3997 hm³ aprox.[3]

- Dique Loma de la Lata y Dique Mari Menuco: ubicados entre los embalses mayores; el primero, ubicado más al norte controla el paso del agua entre los embalses, manteniendo un nivel constante en Mari Menuco de 69 m por encima del nivel de restitución para hacer más eficiente la generación de electricidad; el segundo es sólo de contención para evitar que ceda la orografía por erosión natural. Loma de la Lata y Marí Menuco iniciaron su operaciones en 1974.[4][5] Su función es controlar el pasaje de agua entre los embalses Los Barreales y Mari Menuco, por medio de 5 compuertas planas de control.[3]

- Embalse Mari Menuco tiene un volumen activo de operación de 346 hm³ en 17 390 ha. En sus costas existe la villa turística del mismo nombre.

- Dique y Planta Hidroeléctrica Planicie Banderita: ubicado al noreste del embalse "Mari Menuco", controla el nivel del embalse devolviendo agua turbinada al curso natural del río; la "central eléctrica" entrega la energía eléctrica a 500 kV al "Sistema Interconectado Nacional". Generados por dos generadores Siemens AG equipados con turbinas Francis (c/u con una potencia de 243 MW) produciendo 1512 GWh/año. Planicie Banderita cuenta con una potencia instalada de 450 MW, generando anualmente 1510 GWh de media, por medio de 2 turbinas Francis (243 MW c/u) y generadores Siemens.[6][3] Inició su operación en 1977.

- Dique Compensador El Chañar: ubicado 10 km aguas abajo de Planicie Banderita, su misión es regular la variación diaria del caudal del río Neuquén resultante de la operación de la central. Inició su operación en 1979.[7] Está equipado con ocho compuertas radiales de 9 m de ancho cada una.[3] Tiene un volumen de Operación 25/35 hm³ aprox.

## Historia
El complejo fue construido con inversión del Estado y bajo la administración de la empresa estatal Hidronor. Las obras se iniciaron en 1969 y la primera turbina entró en operaciones en 1978, en tanto que en 1980 concluyó la construcción. En 1993 el presidente Carlos Menem dispuso la privatización de Hidronor y la mayor parte del sistema eléctrico nacional, y el complejo fue vendido a la empresa Hidroeléctrica Cerros Colorados S.A., que desde 2000 opera Duke Energy Argentina. Desde 2016, Duke Energy ha vendido sus inversiones al consorcio internacional I Squared Capital una firma inversora en la industria energética a nivel mundial desde sus oficinas en  Miami, Florida.
El 13 de julio de 2006, el río Neuquén sufrió una importante crecida de su historia escrita (para un clima de 9 milenios, un récord de 120 años es el 1,33 % de acontecimientos climáticos registrados). En esa crecida, el río bajó hacia Portezuelo Grande con un caudal de 10.300 m³/s, mientras este derivador soporta 11 500, o sea, el río estuvo a punto de colapsarlo. De los 10.300 m³/s, 1800 siguieron por el cauce histórico (normalmente el cauce histórico es de 12 m³/s; se vivió un aumento del 14.000 %) y los restantes 8600 se derivaron al lago Los Barreales. Los técnicos, decidieron dejar de erogar el agua por Planicie Banderita, porque sino sería evidente el colapso de San Patricio del Chañar, llevándose el río Neuquén consigo su propio valle inferior y todo el Alto Valle del Río Negro. Finalmente, se decidió dinamitar el terraplén que separa el río del lago Pellegrini, aunque se determinó que no sería necesario.
Si no fuera por el complejo Cerros Colorados, la mitad del país se hubiera quedado sin gas, se hubieran anegado miles de hectáreas fértiles y se habrían inundado cientos de ciudades y pueblos, en los que aproximadamente viven 650 000 personas.